# Juan de Borgoña
Juan de Borgoña, en français Jean de Bourgogne est un peintre né en Bourgogne, vers 1470, un peu avant la fin de l'indépendance du duché de Bourgogne, connu à Tolède à partir de 1494, mort entre 1533 et 1536.
Il a introduit l'art italien du Quattrocento dans la peinture du royaume de Castille.
Il ne doit pas être confondu avec le peintre Joan de Borgonya (ca) ou de Burgunya, actif en Catalogne entre 1510 et 1525.

## Biographie
Il n'a pas été trouvé de documents permettant de retracer sa carrière avant qu'il soit mentionné en 1494 comme peintre au service de la cathédrale de Tolède. Son nom fait supposer une origine française, probablement dans le duché de Bourgogne, ce qui pourrait expliquer certains caractères nordiques de sa peinture. Il a été influencé par la peinture italienne, ce que montre l'usage de la technique de peinture a fresco. Ce qui peut laisser penser qu'il est allé se former en Italie, probablement avec Domenico Ghirlandaio, bien que la perte de ses premières œuvres ne permet de connaître son style à son arrivée en Castille.
La première œuvre documentée est la réalisation de la peinture de la Visitation du cloître de la cathédrale de Tolède en 1495. Pedro Berruguete avait peint le cloître entre 1495 et 1497 comme le montrent les paiements se trouvant dans les archives du chapitre de la cathédrale. Cean Bermudez attribue les peintures de la salle capitulaire d'hiver du cloître à Jean de Bourgogne exécutées dans les premières années du XVIe siècle. Il a participé à la réalisation du retable de la cathédrale.
Au début du XVIe siècle il a réalisé le retable de la collégiale de Talavera de la Reina, presque totalement perdu. En 1504 il refuse de réaliser le retable de l'université de Salamanque qui a été terminé par Juan de Flandes.
Ses premières œuvres de datation certaine commencent avec le retable du maître-autel de la cathédrale d'Avila, en 1508 laissé inachevé par Pedro Berruguete. Juan de Borgoña a peint six apôtres et cinq des scènes représentées : Transfiguration, Annonciation, Nativité, Présentation au Temple et Descente aux Limbes.
Le cardinal Cisneros, archevêque de Tolède, l'a chargé de réaliser quelques-unes des œuvres peintes les plus importantes de la cathédrale de Tolède, lui permettant d'affermir son style, plus avancé que celui de Berruguete, et d'influencer l'art castillan. Il a été chargé de la salle capitulaire et son vestibule (1509-1511) sous la direction de l'architecte Pedro de Gumiel, la chapelle Mozarabe (1514) et la bibliothèque (1519).
Après la mort du cardinal Cisneros, Juan de Borgoña a été obligé de chercher de nouveaux commanditaires, et pour répondre à leurs demandes, à avoir un nombre croissant d'assistants, créant ainsi une école tolédane de peinture dont l'influence s'est étendue sur les deux Castille.
Avant 1519, il a réalisé le retable du maître-autel de l'église paroissiale de Camarena. Il a exécuté le retable de  Francisco Ruiz, évêque d'Avila, dans le monastère San Juan de la Penitencia de Tolède. En 1531 il a travaillé sur celui du monastère de San Miguel de los Ángeles, actuellement dans la cathédrale de Madrid. De celui qu'il a peint pour la collégiale de Pastrana, il reste un tableau conservé au musée des tapisseries. Il a travaillé en 1536 pour l'église paroissiale de Cuerva, œuvre perdue.
Parmi ses nombreux élèves et assistants, les plus importants sont Juan de Villoldo, Pedro de Cisneros (es), Antonio de Comontes, Lorenzo de Ávila, et son propre fils, Juan de Borgoña le jeune.
On retrouve son influence dans les panneaux du retable de la collégiale de Bolea (Huesca) réalisé par Juan Soreda.

## Œuvres

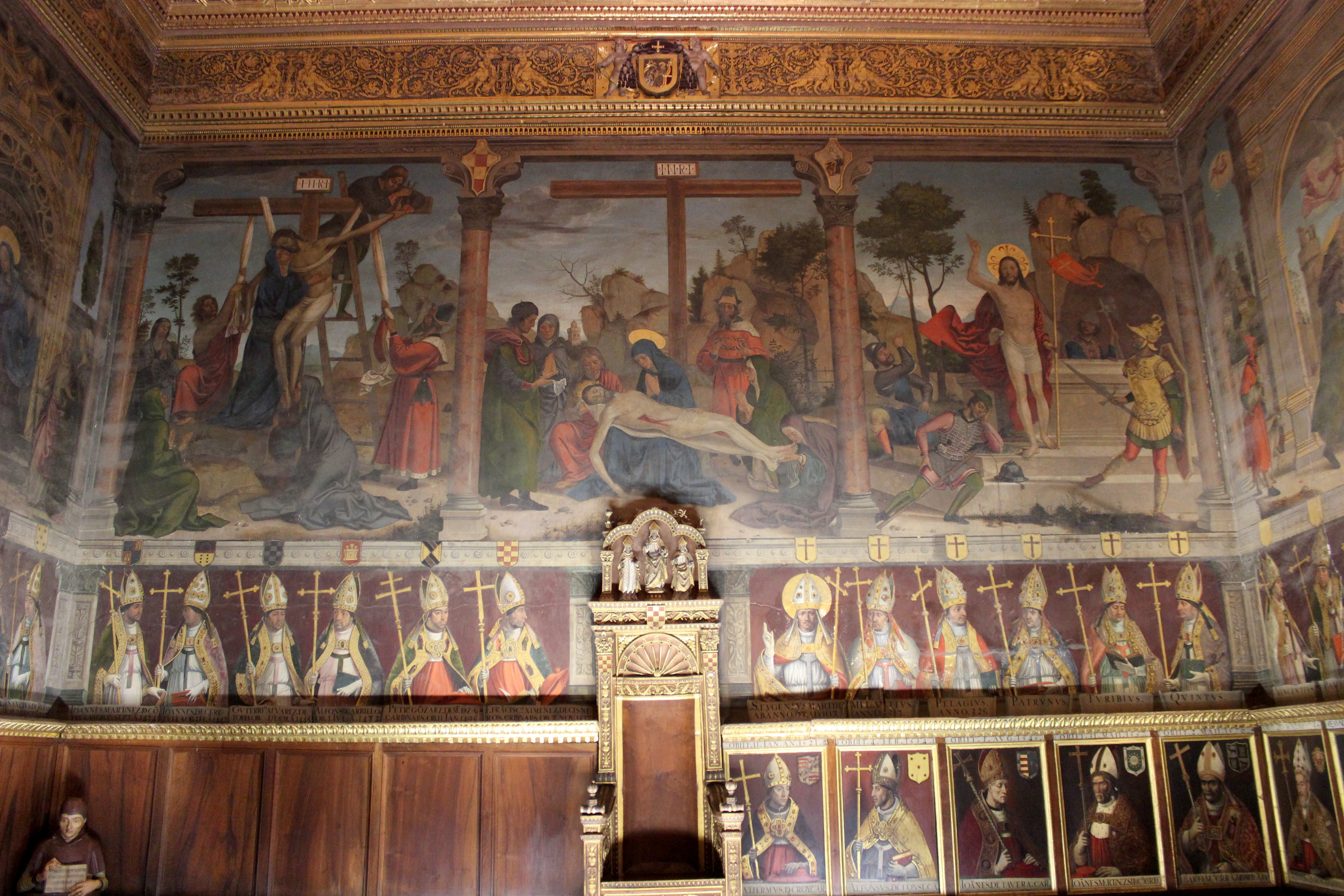
Salle capitulaire de la cathédrale de Tolède
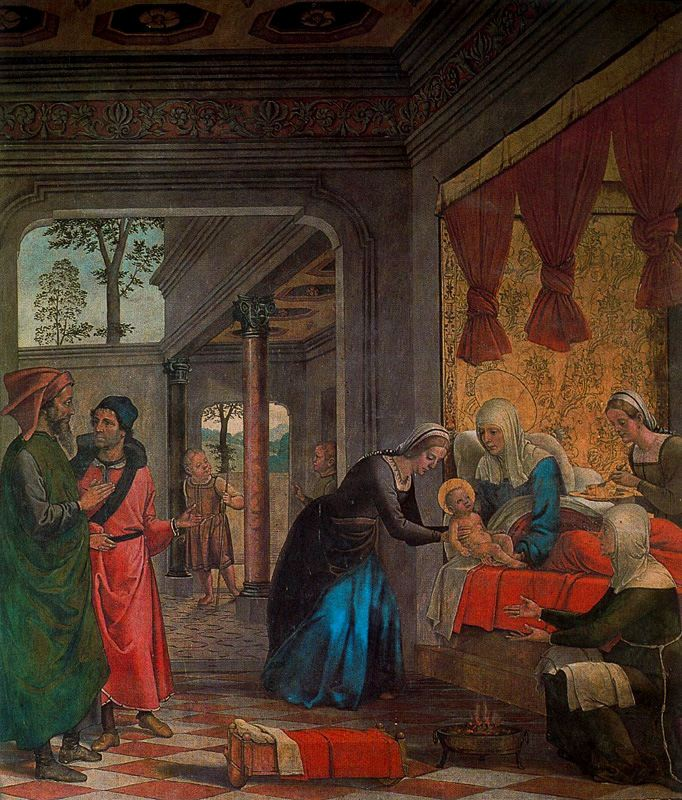
Naissance de la Vierge Fresque de la salle capitulaire de la cathédrale de Tolède
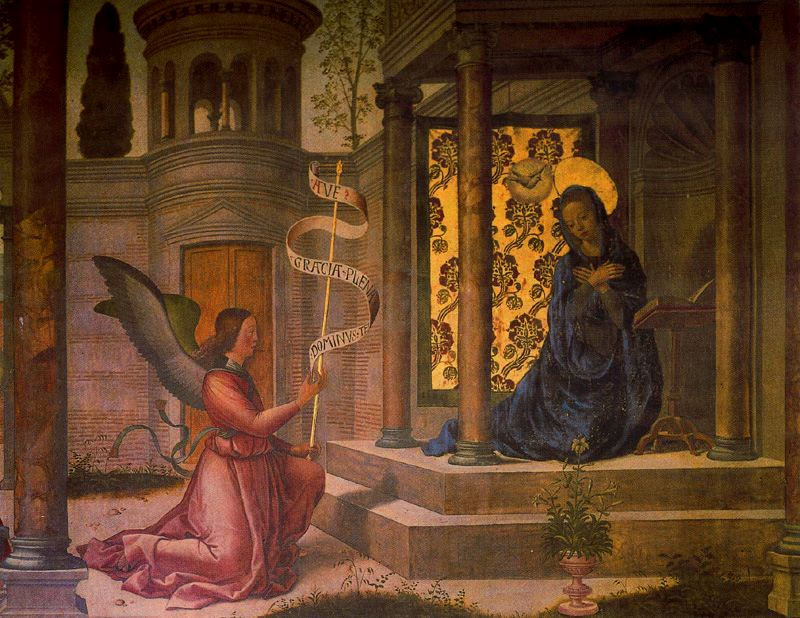
Annonciation Fresque de la salle capitulaire de la cathédrale de Tolède
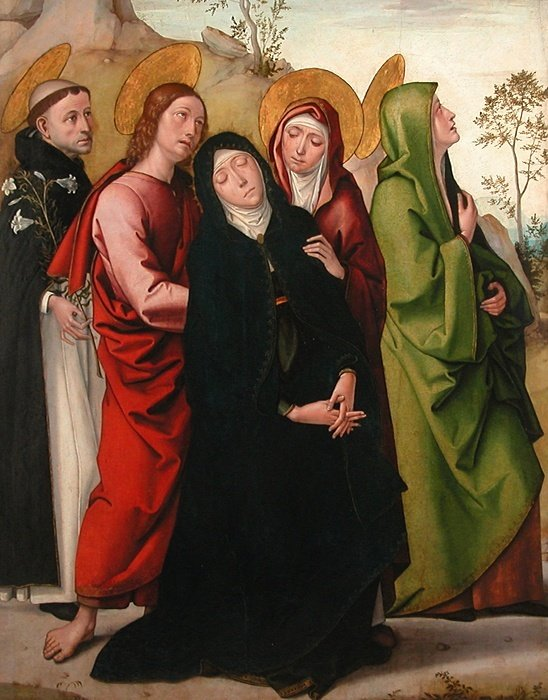
La Vierge, saint Jean, deux saintes femmes et saint Dominique de Guzmán Musée du Louvre
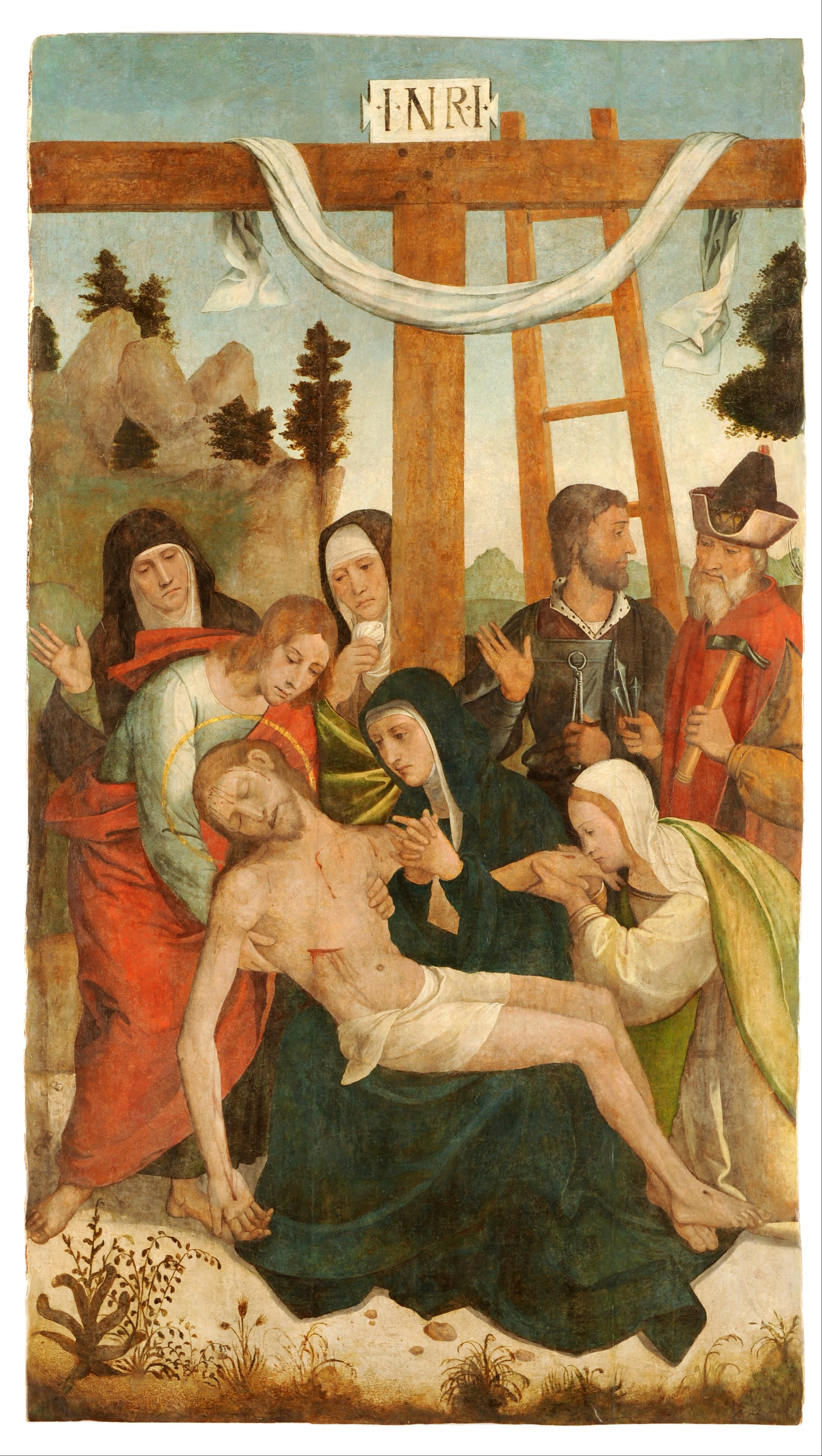
Pietà (attribution) Musée de Santa Cruz (Tolède)
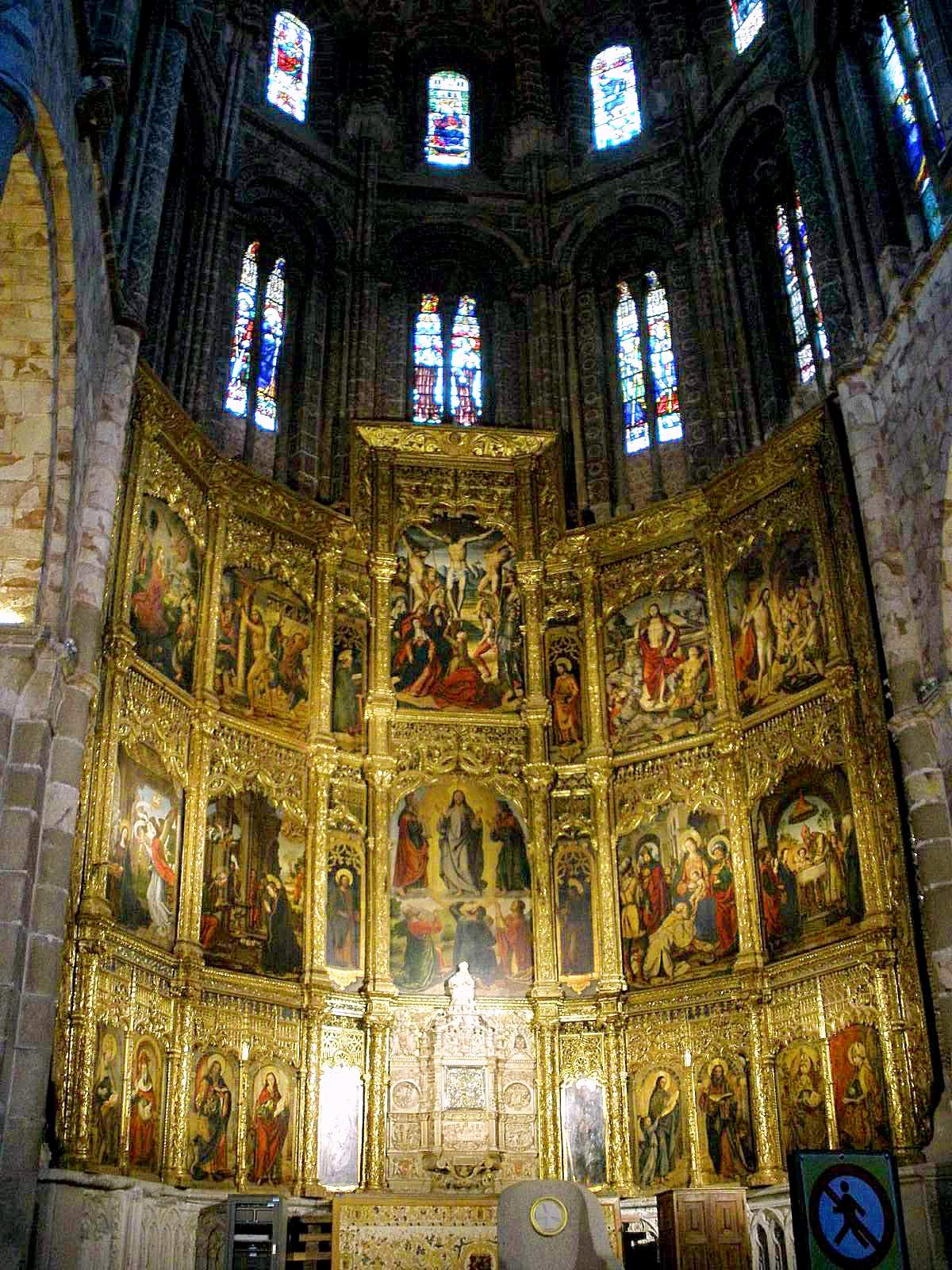
Le retable du maître-autel de la cathédrale d'Avilá